# 223633 Rosnyaîné
223633 Rosnyaîné è un asteroide areosecante. Scoperto nel 2004, presenta un'orbita caratterizzata da un semiasse maggiore pari a 2,6090350 UA e da un'eccentricità di 0,3943809, inclinata di 6,21251° rispetto all'eclittica.